# Большеклювый дронго
Большеклювый дронго (лат. Dicrurus annectens) — вид птиц семейства дронговых. Он обитает во влажных тропических лесах юго-восточной Азии, где его ареал простирается от Индии до Филиппин и Индонезии. 
Птица имеет чёрную окраску, хвост немного раздвоен, внешне похожа на чёрного дронго. Большеклювый дронго размножается в период с апреля по июнь.

## Классификация
Данный вид был первоначально описан английским натуралистом Брайаном Хоутоном Ходжсоном в 1836 году под биноменом Bhuchanga annectans. Слово annectans представляет собой неправильное написание лат. annectens, означающее «соединяющий». Эта ошибка была исправлена в соответствии с правилами Международной комиссии по зоологической номенклатуре, после чего у вида появилось нынешнее научное название Dicrurus annectens.
Подвидов не выделяют.

## Описание
Размер особи — от 27 до 32 см. Оперение угольно-чёрного цвета, толстый клюв и раздвоенный хвост. Иногда у молодых особей имеются белые пятна на брюхе и груди. Перья с глянцевым блеском.

## Отличия от чёрного дронго
У большеклювого дронго более блестящие перья, чем у чёрного дронго (D. macrocercus). Также он отличается от последнего менее раздвоенным хвостом, более длинным и толстым клювом. У чёрного дронго не может быть белых пятен на брюхе и груди.

## Распространение и среда обитания
Большеклювый дронго встречается в Бангладеш, Бутане, Брунее, Камбодже, Китае, Индии, Индонезии, Лаосе, Малайзии, Мьянме, Непале, Филиппинах, Сингапуре, Таиланде и Вьетнаме.
Естественная среда обитания представлена субтропическими или тропическими влажными низинными или мангровыми лесами]].

## Поведение
Как правило, большеклювые дронго встречаются поодиночке.

## Размножение
Сезон гнездования большеклювого дронго продолжается с апреля по июнь. Гнездо обычно представляет собой небольшую чашу из травы, скрепленную паутиной. Самка насиживает яйца, однако гнездо строят как самцы, так и самки.

## Питание
Большеклювый дронго питается насекомыми и другими мелкими животными.